# Orghana
Orghana, Orkina, Arghanah, Orakina o Ergene Khatun fou una princesa oirat de l'Imperi Mongol i governant del Kanat de Txagatai primer en nom del seu marit absent i després del seu fill menor. Era descendent del cap oirat Qutuqi Beqi, i de la princesa Chechigyen, filla de Genguis Kan.
Es va casar amb Kara Hülëgü, net de Txagatai Khan i fill de Mutugen. El seu marit fou confirmat com a kan de l'ulus de Txagatai Khan el 1242, per voluntat de l'avi (amb l'acord en el seu moment de Genguis Kan) i del gran Khan Ogodei (que havia mort el 1241). Però el nou gran kan Guyuk no simpatitzava amb l'elecció d'un net com successor mentre hi havia fills vius i el 1246 el va deposar i va nomenar un príncep que era amic personal seu, Yesü Möngke, cinquè fill de Txagatai Khan i, per tant, oncle de Kara Hülëgü.
Quan els tuluïdes van substituir als ogodeïdes el 1251, Kara Hülëgü va donar suport al nou gran kan Mongke, un tuluïda, i aquest va deposar Yesü Möngke i va nomenar altre cop a Kara Hülëgü (1252) i el va enviar a l'ulus de Txagatai per assolir el control dels afers i executar al seu oncle deposat. No obstant va morir en el camí de retorn. La seva esposa Orghana, que ja era al kanat, va portar a terme l'execució ordenada en nom del seu espòs. Mongke li va permetre governar com a regent en nom del seu fill menor d'edat Mubarak Xah. Va governar del 1252 al 1261. Rashid al-Din diu que li va organitzar un banquet a Hulegu (el futur kan il-kànida de Pèrsia) quan el seu exèrcit anava per Àsia central cap a l'Iran el 1255.
El 1260, mort Mongke, va esclatar la guerra civil, i Arik Boke va enviar a Alghu a Beshbalik per consolidar el seu poder. Alghu va apartar a Orghana del govern i aquesta va haver de fugir a Mongòlia (1261). Aprofitant la lluita entre Arik Boke i Kubilai Khan, Alghu va actuar com un kan autònom, i es va posar al costat de Kubilai, matant als oficials d'Arik Boke. Després de diverses batalles, Arik Boke va enviar a Masud Beg i Orghana a entrevistar-se amb Alghu per negociar la pau. Alghu es va casar amb la bella, intel·ligent i discreta Orghana i va nomenar (o confirmar) a Masud com a virrei a Transoxiana.
A la mort d'Alghu el 1266, Orghana va nomenar al seu propi fill (del primer matrimoni), Mubarak Shah, com a kan. Això va molestar al gran kan Kubilai Khan que va enviar a Barak Khan per agafar el poder a Txagatai. Després d'uns mesos va usurpar el tron de Mubarak Shah amb el suport de la noblesa mongola. Orghana probablement va morir en aquest temps.